# Archives départementales du Jura
Les archives départementales du Jura sont un service du conseil départemental du Jura, chargé de collecter les archives, de les classer, les conserver et les mettre à la disposition du public. Elles sont installées dans les anciens bâtiments de la saline de Montmorot, à côté de Lons-le-Saunier.

## Directeurs
- An VI-1807 : Jean-Joseph Monnier
- 1807-1812 : Claude-Joseph Buthiaux
- 1812-1820 : Jean-François Pillot
- 1821-1823 : Jean-François Gresset
- 1823-1834 : Nicolas-Joseph Piard
- 1834-1858 : Zéphyrin Robert
- 1858-1859 : Paul Thomeuf
- 1859-1865 : Étienne Junca
- 1865-1871 : Jules Finot
- 1871-1880 : Bernard Prost
- 1880-1882 : Augustin Vayssière
- 1882-1923 : Hippolyte Libois
- 1923-1939 : Camille Davillé
- 1939-1965 : Gustave Duhem
- 1965-1967 : Nicole Le Roy
- 1967-1968 : René Giraud
- 1968-1969 : Maurice Le Bègue de Germiny
- 1969-1978 : Catherine Marion
- 1978-1979 : Gérard Mauduech
- 1979-1982 : Jacques Berlioz
- 1982-1995 : Henri Hours
- Depuis 2005 : Patricia Guyard

## Pour approfondir